# لانجآغبیور
لانجآغبیور (به ارمنی: Լանջաղբյուր) یک شهر در ارمنستان است که در استان گغارکونیک واقع شده‌است.  در  کیلومتری شمال گاوار، مرکز استان گغارکونیک واقع شده است.

## خصوصیات
لانجآغبیور ۲٬۲۷۷ نفر جمعیت دارد و در ارتفاع  متر بالاتر از سطح دریا قرار گرفته است.

## نگارخانه

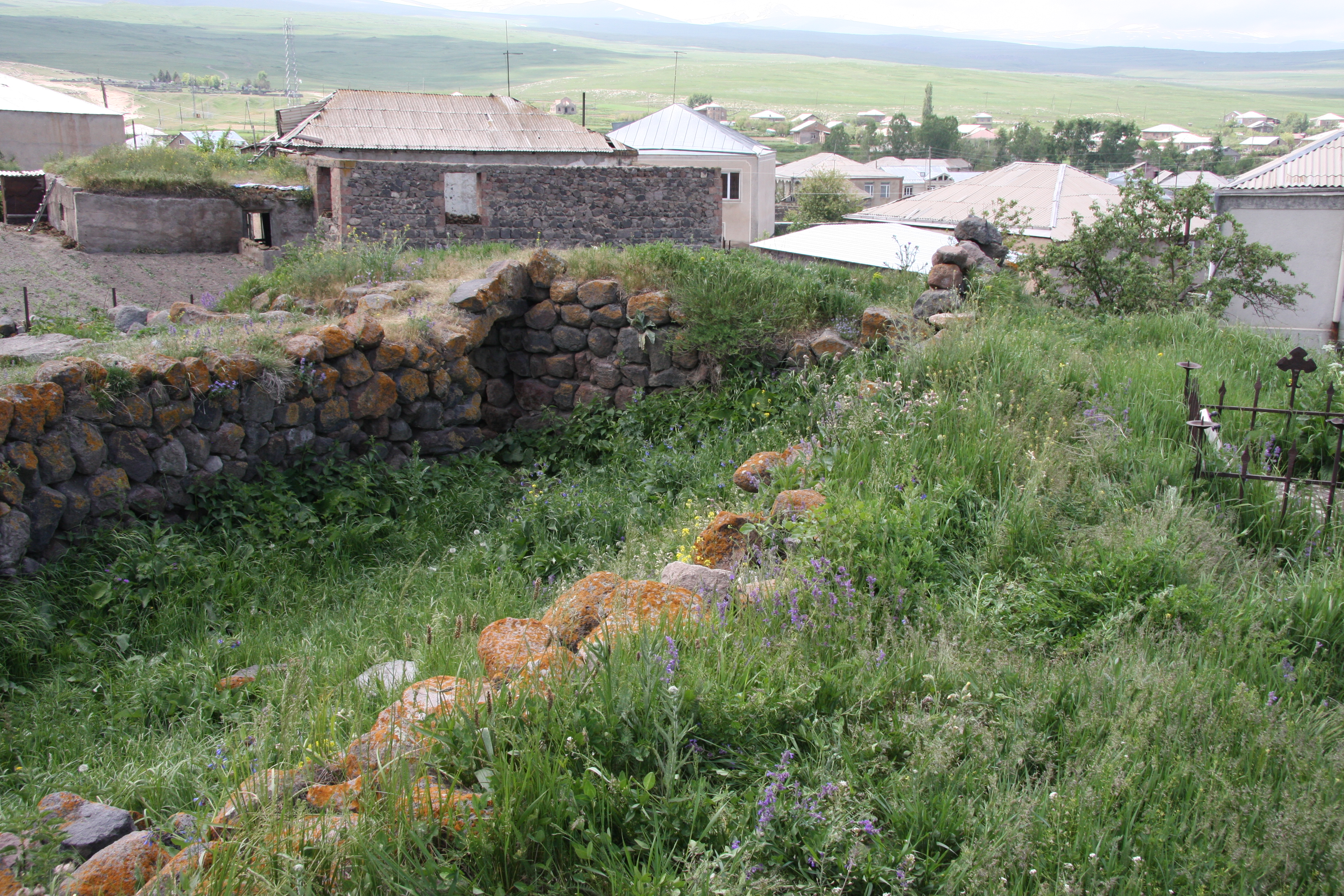
A view of Lanjaghbyur from Surb Khach Church
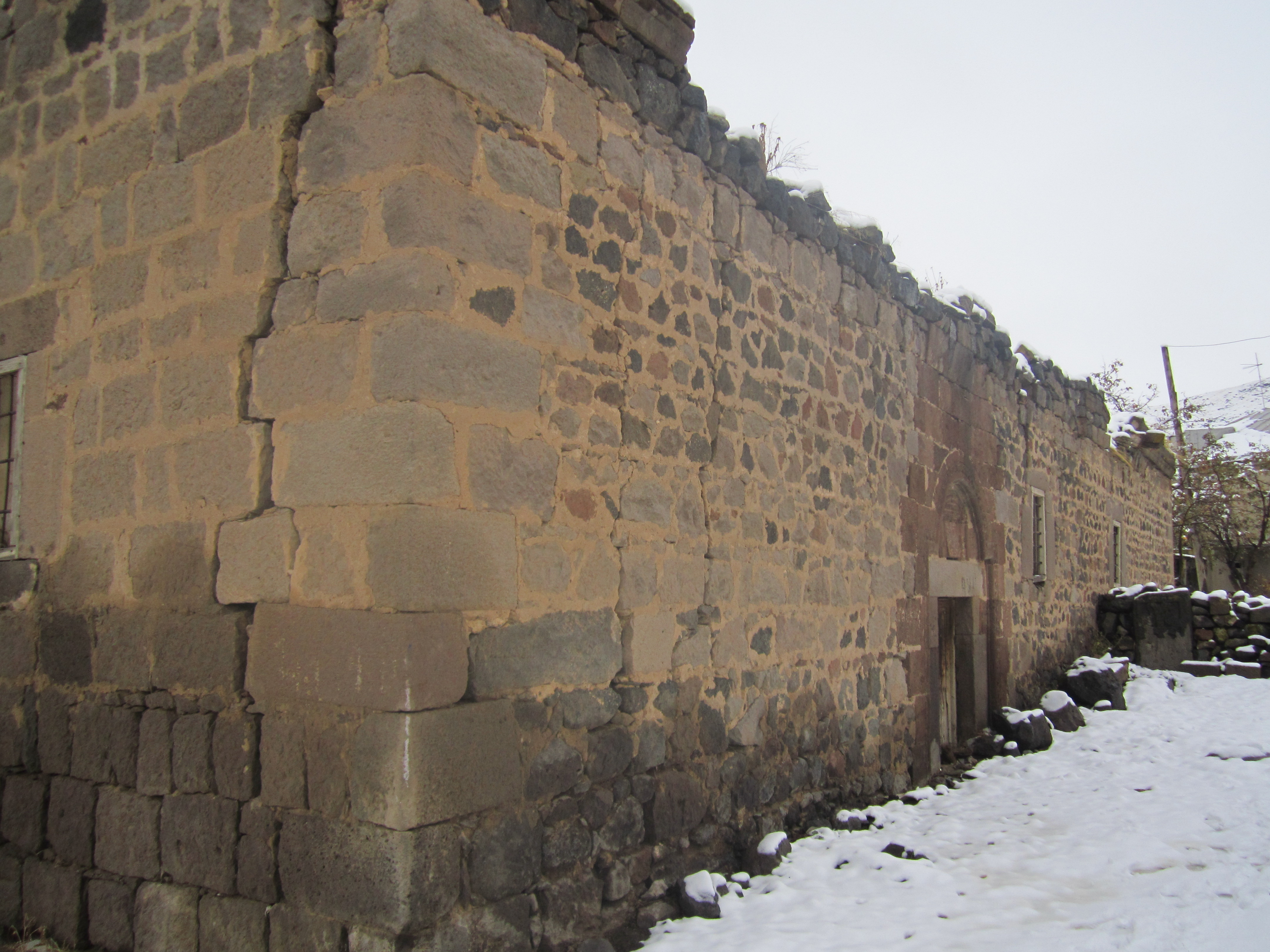
Surb Khach Church
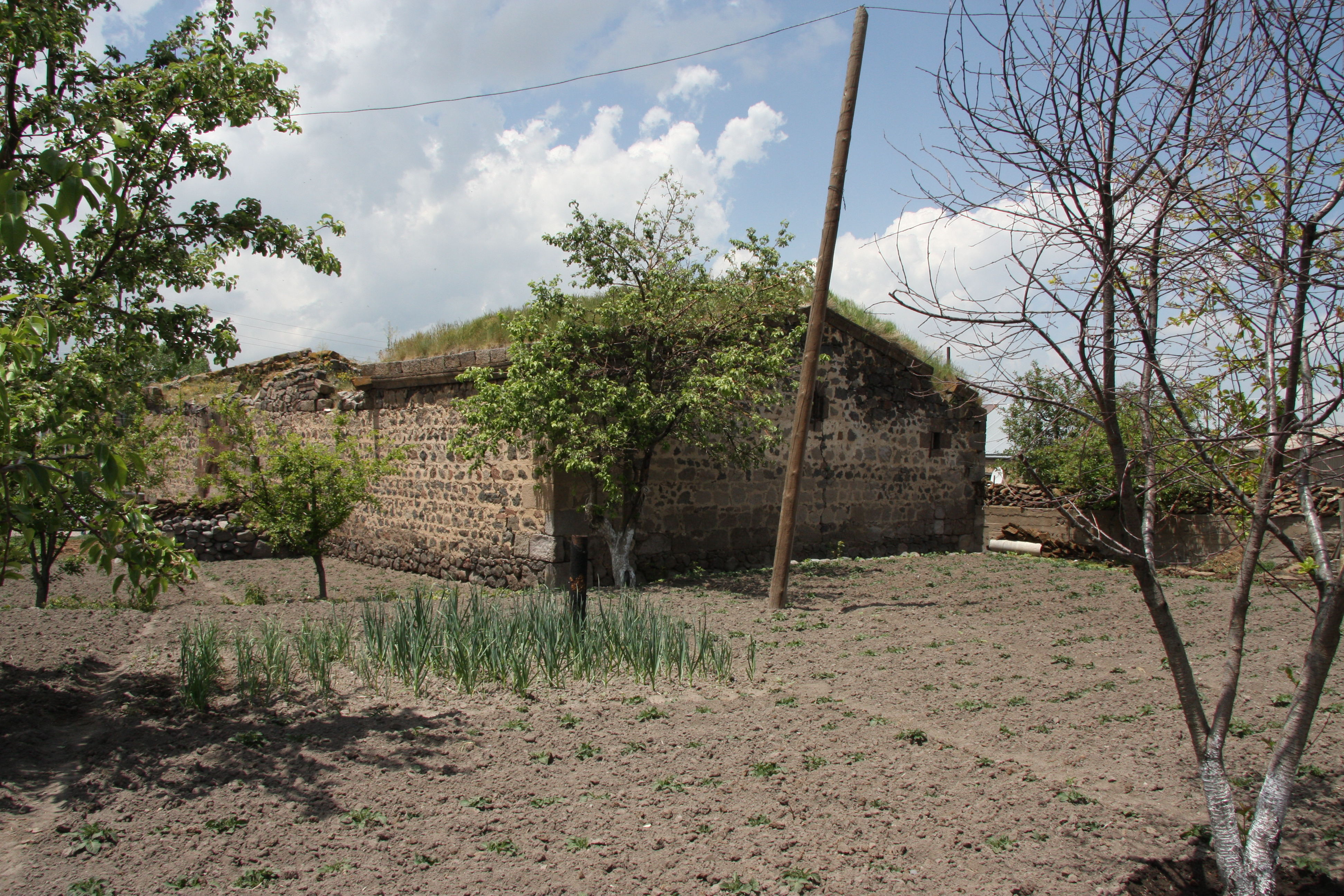
Surb Khach Church
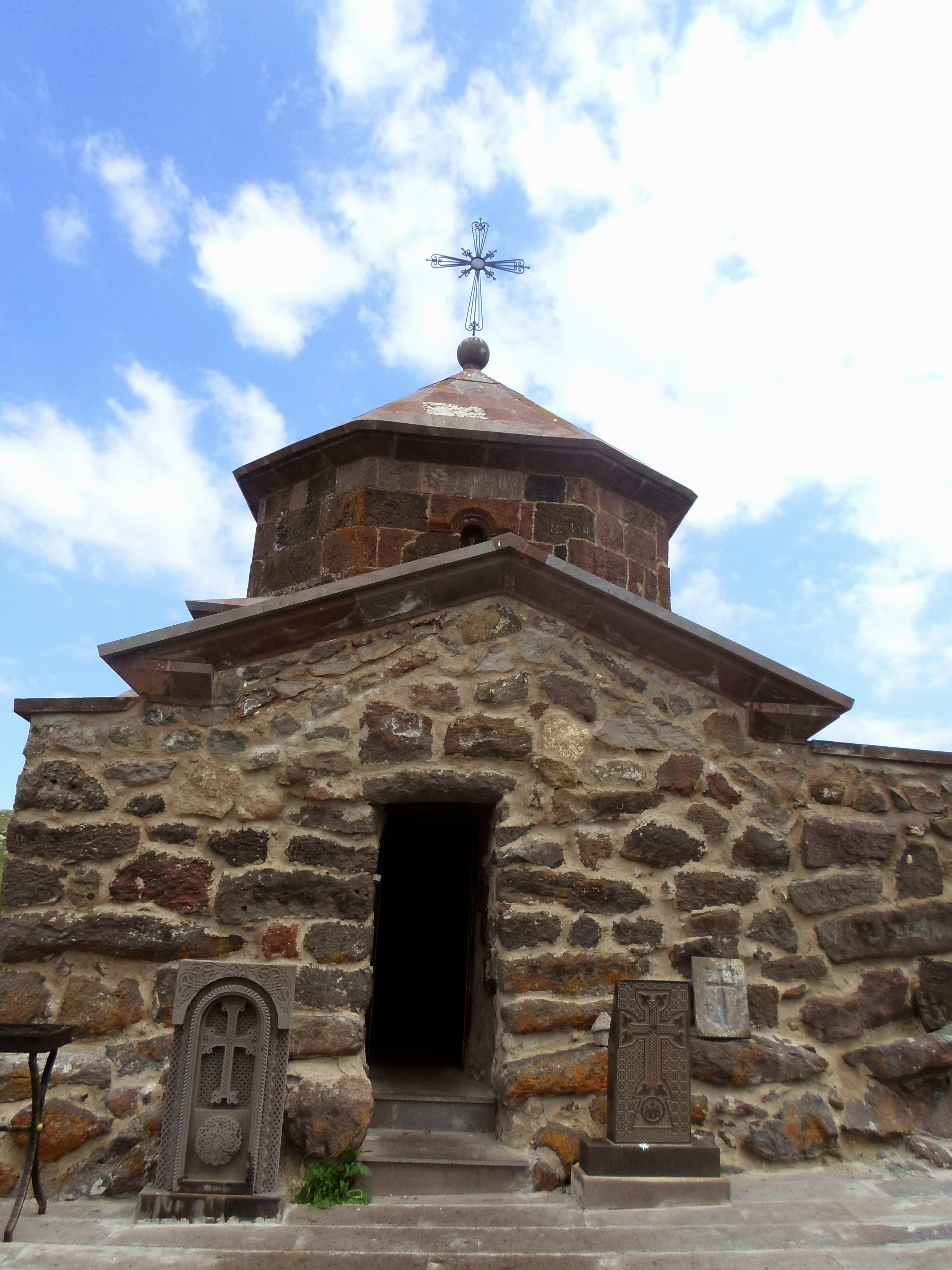
Ilikavank Monastery
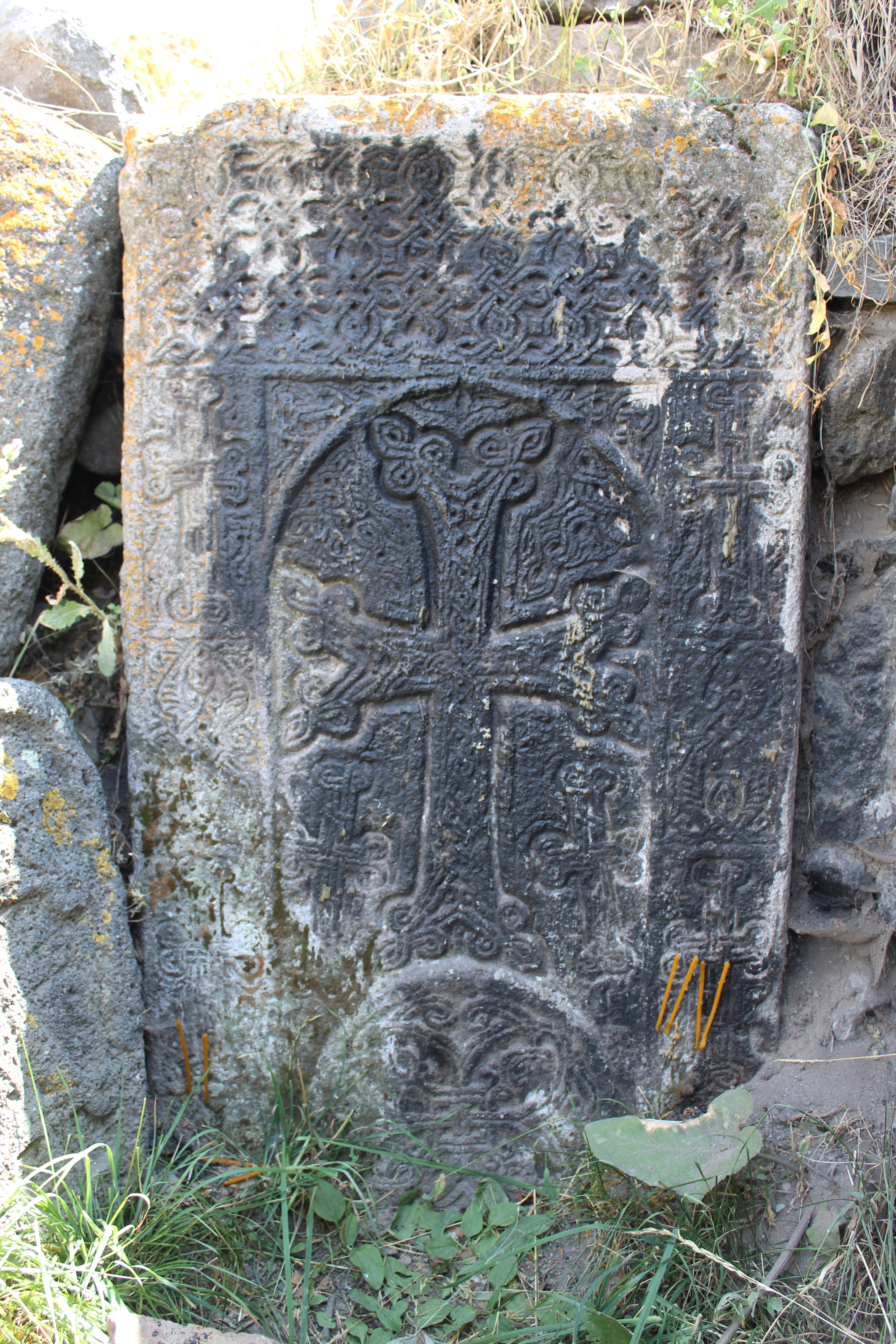
Khachkar near St. Hakob Church